# المجموعة الفردانية L6
في علم الوراثة البشرية المتقدري، المجموعة الفردانية L6 هي مجموعة المجموعة الفردانية بشرية للميتوكوندريا (mtDNA) أفريقية صغيرة. 

## الانتشار

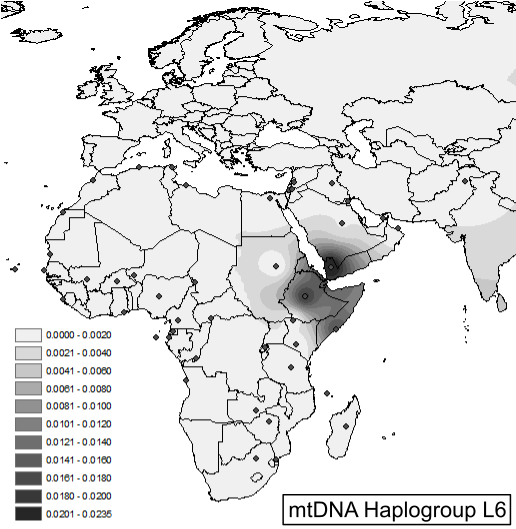
الانتشار بالتردد المكاني المتوقع لمجموعة المجموعة الفردانية L6.

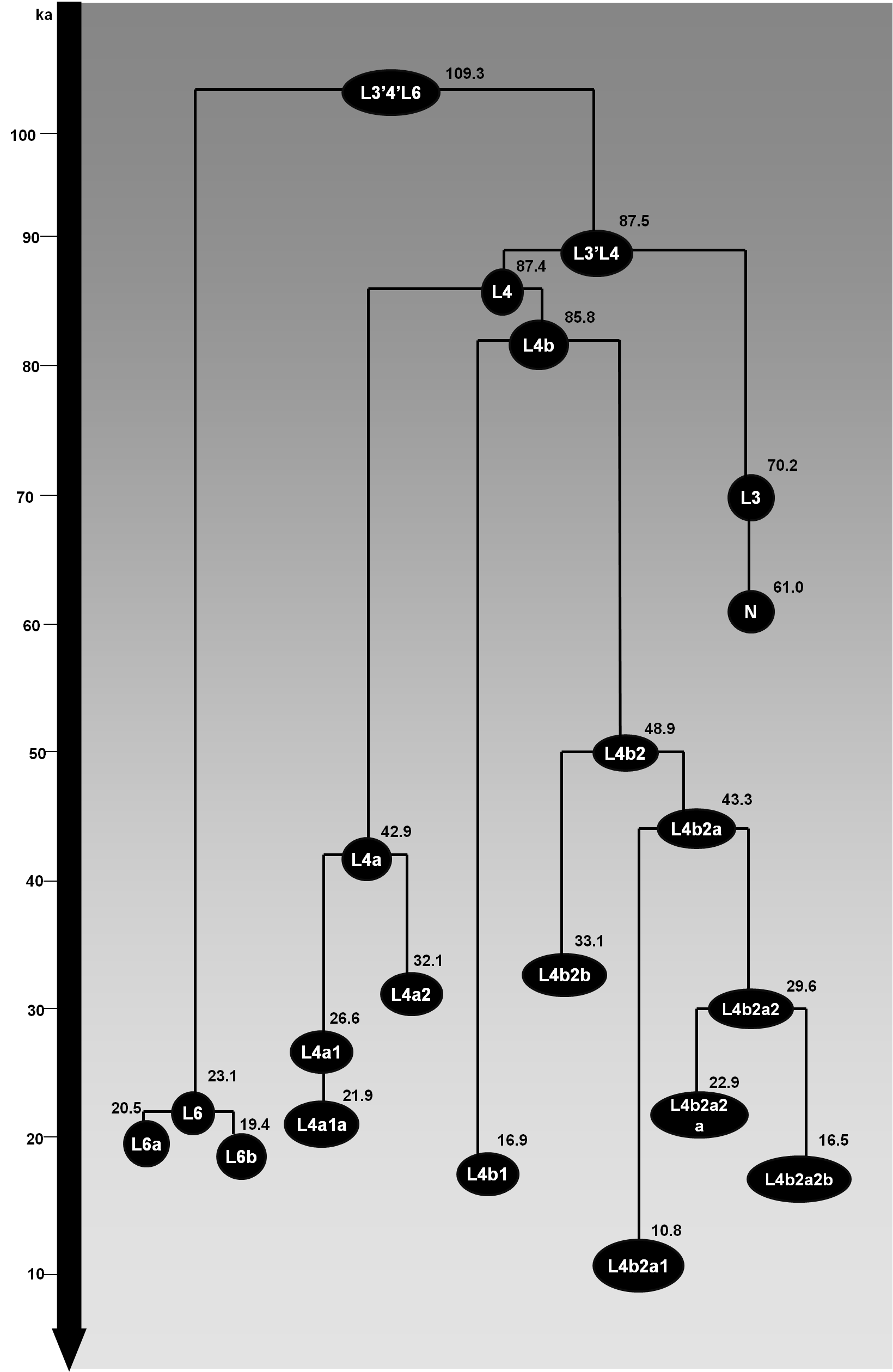
شجرة تخطيطية لالمجموعة الفردانية L6 و L4 الميتوكوندرية. الأعمار (بالألف سنة) المشار إليها هي تقديرات الاحتمالية القصوى التي تم الحصول عليها لجينوم ميتوكوندري بأكمله.

تم العثور على هذا المجموعة الفردانية بشكل كبير في اليمن وإثيوبيا. 

## الفروع

### شجرة
تستند شجرة النشوء والتطور من مجموعات المجموعة الفردانية M الفرعية إلى الورقة التي أعدها مانيس فان أوفن ومانفريد كايزر المحدَّث شجرة النشوء والتطور الشاملة لتنوع الحمض النووي البشري المتقدري العالمي والأبحاث المنشورة اللاحقة.
- L3'4'6
  - L6
    - L6a
    - L6b

## روابط خارجية
- موقع الحمض النووي للميتوكوندريا في إيان لوجان
  - Phylotree مانيس فان أوفن